# Dubovica (Hvar)
Dubovica je malo naselje blizu Zaraća na otoku Hvaru s plažom i nekoliko kuća. Nalazi se ispod državne ceste D116 koja spaja Hvar i Stari Grad, južno od ulaza u tunel Hvar - Stari Grad. Dubovica administrativno pripada Gradu Hvaru. 

## Pristupnost
Do Dubovice se se može doći automobilom. Na državnoj ceste D116 se, točno iznad dubovice, nalazi proširenje uz cestu odakle do dubovice vodi planinarski put kojim se za 10 minuta stiže do plaže. Od Zaraća je udaljeno 1 km prema jugoistoku.

## Povijest
Dijelom je imanja Dubovi dol koje vrela spominju još u 13. stoljeću kao vlasništvo Grivičića. U 16. stoljeću prešlo je u vlasništvo Bartučevića, a sljedeći vlasnici bili su Raffaeliji. U Dubovici je najstarija kuća jedna prizemnica tik iznad plaže. Do nje su tri manje prizemnice i velika katnica s tri krovna luminara i u začelju kuću ograđeno dvorište. Sačuvan je crtež posjeda iz 16. stoljeća. Crtež je naslova Vigna Bertuzzi. Nacrtan je prikazuje obrambeni zid s manjom kulom, a sve uz žalo.43°08′46″N 16°32′02″E / 43.14615°N 16.53402°E
Uglednik kanonik i operarij hvarske katedrale Andrija Bartučević dao je podići crkvu sv. Stjepana za koju je u svojoj oporuci 1647. uvjetovao u njoj djeluje svećenik glagoljaš religioso illirico koji će govoriti mise za okolna sela.
Crkva je podignuta u 17. stoljeću u Dubovom dolu na području nekretnine Bartučević. 43°08′46″N 16°32′03″E / 43.14618°N 16.53413°E

## Stanovništvo
Naseljenost je povremena i mala. To je jedna plaža s par kuća.

## Znamenitosti
- Stambeno-gospodarski sklop Bartučević-Raffaeli-Grivičić u Dubovici
- Ljetnikovac Kasandrić u Dubovici
- Crkva sv. Stjepana u Dubovici
- Antički brodolom pred uvalom Pišćenom, između Sv. Nedilje i Dubovice

## Galerija slika
- Stambeno-gospodarski sklop Bartučević-Raffaeli-Grivičić i Crkva sv. Stjepana
- Ljetnikovac Kasandrić u Dubovici

## Vanjske poveznice
|  | Zajednički poslužitelj ima još gradiva o temi Dubovica (Hvar) |